# Marquesat del Palmer
El marquesat del Palmer és un títol nobiliari concedit per l'arxiduc Carles d'Àustria al noble mallorquí Guillem Abrí-Descatlar i Serralta.
La família Descatlar (després escrit amb les grafies Dezcallar o Catlar) gaudia des del segle xv del comandament de la fàbrica de moneda mallorquina, la seca, situada al Carrer del Sol a Palma. El rei Alfons el Magnànim havia concedit aquest privilegi el 1442 a Pere Descatlar i de Santa Coloma el títol de senyor de la Bossa d'Or.
El títol fou atorgat per primer cop el 5 de juliol de 1707 gràcies al suport de la família Descatlar al bàndol austriacista. La victòria de Felip V deixà sense valor la concessió i el 1787 Guillem Descatlar i d'Olesa (1746-1801) fou el darrer senyor de la Bossa al tancar la seca.
Guillem estava en possessió d'una gran fortuna, finançà diverses iniciatives públiques, com les mesures preventives contra el còlera de 1787 i els projectes de fortificació i defensa davant una possible invasió francesa el 1798. No fou fins a 1817 quan el rei Ferran VII reconegué de nou el títol a Jordi Descatlar i Santandreu, el seu fill, en compensació pels deutes contrets per la corona amb els Descatlar. La concessió feta també portava incorporat el vescomtat de Sant Joaquim i el senyoriu d'Abrí. Jordi fou a més, fou regidor perpetu de l'ajuntament de Palma, cavaller de l'Ordre de Sant Joan de Jerusalem i membre de la Societat Econòmica Mallorquina d'Amics del País.
El nom del marquesat fa referència a les possessió del Palmer de Campos, propietat de la família Descatlar. Aquestes contrades foren motiu d'una hipòtesi de localització de la Palma romana, avui actualment descartada.